# Mephistopheles
 For alternative betydninger, se Mephisto. (Se også artikler, som begynder med Mephisto)
Mephistopheles (eller Mephisto) er navnet på en karakter som symboliserer Satan i skuespillet Faust af Johann Wolfgang von Goethe.
I senere og moderne kultur anvendes navnet som arketype for djævelen.

## Forlæg i folkesagn
I Goethes version af legenden indgår Faust en pagt med dæmonen Mephistopheles. Faust karakteren bygger på en virkelig person; men Goethes version af beretningen om pagten med dæmonen Mephistopheles er fiktion. Goethe var inspireret af Christopher Marlowes version af tyske folkesagn om troldmanden Faust.

## Mephistopheles i magiske værker
Navnet Mephistopheles optræder af og til i dæmonologier, fx i magiske grimoirer som Faust Höllenzwang samt Sjette og Syvende Mosebog. 